# Сірий колір
Сірий колір — ахроматичний колір, точніше — множина всіх кольорів, отримуваних шляхом поєднання трьох основних кольорів — червоного, зеленого і синього — у рівних концентраціях. Залежно від яскравості відтінок сірого міняється від чорного (яскравість 0 %) до білого (яскравість 100 %). Це особливо помітно у форматі CMYK, у якому перші три числа завжди 0, а останнє міняється від 0 до максимального значення.
| Колір                 | Зображення |
| --------------------- | ---------- |
| Чорний колір          |            |
| Сірий колір           |            |
| Сріблястий колір      |            |
| Білий колір           |            |
| Золотавий колір       |            |
| Каштановий колір      |            |
| Коричневий колір      |            |
| Бурий колір           |            |
| Шамуа                 |            |
| Оливковий колір       |            |
| Трав'яний колір       |            |
| Аква                  |            |
| Аквамарин             |            |
| Бірюзовий колір       |            |
| Рожевий колір         |            |
| Малиновий колір       |            |
| Пурпуровий колір      |            |
| Бордо колір           |            |
| Вишневий колір        |            |
| Шоколадний колір      |            |
| Колір слонової кістки |            |
| Хакі                  |            |
| Беж                   |            |